# Lill Arvidsträsket
Lill Arvidsträsket is een meer binnen de Zweedse gemeente Älvsbyn. Het meer maakt deel uit van een merencomplex rond het dorp Arvidsträsk. De meren Lill Arvidstrasket, Inre Arvidsträsket en Yttre Arvidsträsket met hun tussenmeren Norr-Avan en Sör-Avan maken deel uit van het stroomgebied van de Borgforsrivier die van west naar oost door de meren stroomt.
Arvidsträsket  komt waarschijnlijk van het Samisch dialect rond Ume en betekent gul meer, er zit en zat veel vis in het meer ten tijde van de naamgeving. Lill betekent Klein. Träsket is moeras(meer).